# أوك وود هيلز (إلينوي)
أوك وود هيلز (بالإنجليزية: Oakwood Hills, Illinois)‏ هي معلم جغرافي تقع في الولايات المتحدة في إلينوي. يقدر عدد سكانها بـ 2,083 نسمة .

## الموقع الجغرافي
الموقع الجغرافي للمناطق المحيطة بهذه النقطة هو كالتالي: